# Instituto Chileno de Medicina Reproductiva
El Instituto Chileno de Medicina Reproductiva (ICMER) fue constituido en 1985 como fundación de beneficencia sin fines de lucro.  Su misión es procurar un mejor conocimiento de factores que inciden en la Salud Sexual y reproductiva y aplicar dicho conocimiento para mejorar la salud y el bienestar de la población. Es un centro de investigación que, en el área biomédica, ha estudiado fisiología de la reproducción y la regulación de la fertilidad. Ofrece servicios clínicos en salud sexual y reproductiva, desarrolla programas de formación, capacitación, cuidado de la salud y la difusión de información en salud reproductiva y  salud sexual. 
Los principios orientadores de ICMER se basan en: 
- Los conceptos de salud y derechos sexuales y reproductivos formulados por las agencias de las Naciones Unidas.
- La rigurosidad en la investigación y el respeto a los principios de la bioética.
- La valoración de la evidencia científica y su aplicación para resolver los problemas de salud de la población.
- La perspectiva de género.[2]

ICMER reconoce el acceso poco equitativo y limitado de la población chilena como problema principal a ser abordado por la institución y quiere servir especialmente a los sectores de menores recursos.

### Presidencia, Directorio y Dirección ejecutiva
- 1985-2008.- Desde la fundación de ICMER hasta 2008, el presidente fue el Dr. Horacio Croxatto, quien sigue siendo miembro del directorio.[3]
- 2009-2021.- Desde 2009 hasta marzo de 2021, la presidenta fue al Dra. Soledad Díaz Fernández, quien también sigue siendo miembro del directorio.[4]
- 2021.- Desde marzo de 2021, la presidenta es la Dra. Abril Salinas Quero.[5]

Otros miembros del Directorio son el Dr. Fernando Zegers Hochshild, la matrona María Verónica Reyes Vidal, el Dr. Claudio Villarroel Quintana y el Dr. Cristián Jesam Gaete .La dirección ejecutiva ha estado a cargo de la Dra. Ximena Luengo, la Dra. Soledad Díaz y, a partir de agosto de 2015, la Dra. María José Miranda.

### Estructura
El Instituto Chileno de Medicina Reproductiva consta  en 2 unidades:
- Unidad Biomédica: Investigación, Servicios clínicos, Capacitación y Extensión
- Unidad de Finanzas, Administración y Personal

Actualmente, 26 personas trabajan en la institución.

### Fundación
El origen del Instituto Chileno de Medicina Reproductiva está en actividades científicas desarrolladas por el Dr. Croxatto y colaboradores en Universidad Católica de Chile. Las dificultades para investigar sobre algunos aspectos de la reproducción humana y sobre métodos anticonceptivos llevó al Dr. Croxatto y parte de su equipo a continuar sus investigaciones fuera de dicha Universidad, siendo acogidos por el Centro Nacional de la Familia (CENFA), bajo cuyo alero se estableció el Consultorio de Planificación familiar siendo su directora, la Dra. Soledad Diaz. De esta manera, se continuó se atendiendo a las mujeres que participaban como voluntarias proyectos de investigación y prestando servicios a mujeres de escasos recursos. Este es hoy el Consultorio de Planificación Familiar de ICMER.
Fue en mayo de 1985 cuando el Gobierno de Chile le concedió la personalidad jurídica y fue constituido formalmente en junio de ese mismo año. Se consideran fundadores al Dr. Horacio Croxatto, junto a la Dra. Soledad Díaz Fernández y el Dr. Fernando Zegers, siendo miembros del primer directorio los doctores Italo Campodónico, Carlos Gómez Rogers y Patricio Vela. En sus inicios contaban con 15 profesionales, todos contratados con fondos provenientes enteramente de proyectos de investigación financiados por organizaciones filantrópicas extranjeras.

### Programa PROGRESAR: desarrollo de la Salud sexual y reproductiva en Latinoamérica
EL Programa Regional de Capacitación en Salud Sexual y Reproductiva promovido y ejecutado por ICMER con el objeto de fortalecer equipos de trabajo a través de la capacitación y perfeccionamiento de sus miembros, para mejorar la calidad y los servicios en Latinoamérica. El programa Building up Human Resources for Reproductive Health in Latin America fue subvencionado por la Fundación Bill & Melinda Gates.

## Investigación
Hasta el año 2009, el director del Área de Investigación fue el Dr. Horacio Croxatto y, a partir de esa fecha, la directora de esta área es la Dra. María José Miranda.
En el área biomédica, ICMER ha estudiado fisiología de la reproducción y la regulación de la fertilidad, desempeñando un papel fundamental en el desarrollo y evaluación de distintos métodos anticonceptivos, incluyendo los implantes anticonceptivos subdérmicos, los dispositivos intrauterinos (DIUs) y los anillos vaginales con progesterona y con progestinas sintéticas. 
ICMER ha participado en el desarrollo y evaluación de distintos métodos anticonceptivos: los anticonceptivos subdérmicos o implantes anticonceptivos y anillos vaginales así como en la divulgación de los mecanismos de acción de los dispositivos intrauterinos (DIUs) y en general de los anticonceptivos de emergencia hormonales. No menos importante ha sido su influencia en el curso de las políticas de salud reproductiva del Ministerio de Salud de Chile, contribuyendo a la reformulación de las directrices en la Regulación de la Fertilidad.

### Subvenciones y financiación
ICMER ha recibido subvenciones del Population Council de Nueva York, de HRP-WHO (Programa Especial de Investigación y Capacitación en Salud Reproductiva de la Organización Mundial de la Salud), IDRC de Canadá, la Fundación Rockefeller, CONRAD, FHI, CONICYT, the Welcome Trust, the Gates Foundation, PATH, the  Ernst Schering Research Foundation (ERSF) y otras. Fundación Bill & Melinda Gates y William & Flora Hewlett Foundation.

### Desarrollo y evaluación de métodos anticonceptivos
El desarrollo de los anticonceptivos subdérmicos por el estadounidense Sheldon J. Segal y Horacio Croxatto comienza en 1967. Las primeras publicaciones del grupo chileno de trabajo de Horacio Croxatto se hicieron en el año 1969, con anterioridad a la creación del ICMER. 
A partir de 1985, en ICMER se evalúa el implante anticonceptivo Norplant y se colabora con las investigaciones para el implante de segunda generación Norplant-2 (hoy conocido como Jadelle). ICMER ha participado y participa en la creación y evaluación de numerosos métodos anticonceptivos. ICMER también ha participado en el desarrollo y la evaluación de los métodos anticonceptivos usados durante la lactancia. Considerando que muchas mujeres requieren protección anticonceptiva durante la lactancia, los investigadores de ICMER concibieron la idea de usar la hormona natural progesterona, que es inactiva por la vía oral y por lo tanto no afectaría al bebé. ICMER llevó a cabo todas las fases para el desarrollo de un anillo vaginal de progesterona, desde las primeras etapas de la investigación clínica hasta la documentación final necesaria para la aprobación de las agencias regulatorias. ICMER ha hecho otros importantes aportes es en el manejo del período posparto y lactancia. Su investigación se centró en la duración de la infertilidad asociada a la lactancia y a los mecanismos fisiológicos asociados, lo que contribuyó a definir las condiciones para el Método de la Amenorrea de Lactancia (MELA). ICMER también ha contribuido al mejoramiento de los servicios de atención materno-infantil durante el primer año posparto. 

### Investigación en infertilidad
ICMER, junto con la Clínica Las Condes, también han hecho aportes a la investigación en el área de la infertilidad. ICMER participó activamente en el desarrollo del anillo vaginal liberador de progesterona para la suplementación con progesterona en el tratamiento de la infertilidad y en el año 1992, se les otorgó la patente en los EE. UU. a los científicos de ICMER. En 1991, estas instituciones dieron inicio al Registro Latinoamericano de Reproducción Asistida, que recoge y publica los resultados de más del 80% de los procedimientos del TRA llevados a cabo en la región. Esta actividad se ha mantenido sin interrupción por 24 años y tiene la base de datos regional más grande existente con información detallada que llevó al nacimiento de 130.000 nacidos vivos en Latinoamérica.

### Meloxicam, posible anticonceptivo de emergencia no hormonal
El descubrimiento de las propiedades anticonceptivas del Meloxicam y los primeros estudios se realizan en el ICMER. Si su eficacia y bajos efectos secundarios se confirman en nuevos estudios, este medicamento puede convertirse en un anticonceptivo de emergencia no hormonal muy asequible y, según Horacio Croxatto, puede reemplazar a los anticonceptivos hormonales. 
Meloxican es un antiinflamatorio no esteroideo que ha demostrado (estudios de 2009 y 2010) que inhibe la ovulación, tomado en dosis de 30 mg. durante cinco días seguidos después de la relación sexual se comporta como un eficaz anticonceptivo de urgencia en estudios llevados a cabo por investigadores del ICMER Instituto Chileno de Medicina Reproductiva y de la Facultad de Química y Biología de la Universidad de Santiago de Chile.